# Achaearanea septemguttata
Achaearanea septemguttata är en spindelart som först beskrevs av Simon 1909.  Achaearanea septemguttata ingår i släktet Achaearanea och familjen klotspindlar.
Artens utbredningsområde är Vietnam. Inga underarter finns listade i Catalogue of Life.